# Ustaritz Aldekoaotalora
Ustaritz Aldekoaotalora Astarloa (Abadiño, 16 febbraio 1983) è un ex calciatore spagnolo, di ruolo difensore.

## Carriera
Cresciuto calcisticamente nelle giovanili dell'Athletic Club, nel 2001 approda al Baskonia per restarci due stagioni. Nel 2003 torna nell'Athletic Club nelle file della squadra B e dal 2006 fa parte della prima squadra.
Il 18 agosto 2011 si trasferisce in prestito per una stagione al Betis, mentre l'anno successivo "emigra" in Georgia dove, con la Dinamo Tbilisi vince campionato e coppa nazionale.
Nell'estate 2014 firma un contratto con i portoghesi dell'Arouca.

## Palmarès

### Club

#### Competizioni nazionali
- Campionato georgiano: 1

Dinamo Tbilisi: 2013-2014
- Coppa di Georgia: 1

Dinamo Tbilisi: 2013-2014